# موسم رجراجة
موسم رݣراݣة أو ما يعرف محليا بالدور، هو موسم سنوي يقام بإقليم الصويرة، ويستمر حوالي أربعين يوما، عبر أربع وأربعين محطة، فترة يحج خلالها أفراد ومقدمي الطائفة الرجراجية إلى مختلف زوايا وأضرحة الإقليم، بالتوازي مع توافد الزوار وإقامة أسواق تجارية وتظاهرات ترفيهية.
ويعتقد أن أصل الحدث يبدأ من قصة سبعة رجال من المغرب قد زاروا النبي محمد في مكة، فأعلنوا إسلامهم ثم عادوا إلى ديارهم مكلفين بنشر الدين الجديد. وقد كان الدور من جملة ما اتبعوه في منهجيتهم ليحافظوا على تماسكهم، فمن جهة كان الدور عبارة عن تزاور فيما بينهم، ومن جهة أخرى، كان تجديدا للعهد بينهم وبين القبائل التي استجابت لدعوتهم. ثم طغى الطابع الإحتفالي فيما بعد على موسم رجراجة، ليتحول بشكل تلقائي من مجرد ظاهرة دينية روحية إلى مهرجان ثقافي يشتمل على العديد من النشاطات الإقتصادية والإحتفالية إلى جانب غرضه الأصلي. النقيب الحالي لزوايا رجراجة هو مولاي عبد العزيز الرجراجي.

## دور الأربعة والأربعين
يعيش إقليم الصويرة المغربية، خلال ربيع كل سنة، على وقع موعد ثقافي وديني مميز، يتجلى في موسم رجراجة أو ما يعرف بالدور، والذي يعتبر أطول مهرجان بربوع المملكة، دأبت ساكنة المنطقة على تنظيمه لعصور خلت، وما زال صداه يتردد سواء لدى زواره من داخل المغرب أو خارجه. ولعل هذا كان السبب الأبرز في إثارة اهتمام مجموعة من الباحثين مغاربة وأجانب، بمختلف تجلياته وأطواره وحمولاته المتعددة.

### خروج الدور
يبدأ خروج الدور بحدث طقوسي ومسحة رمزية، وهو ما يعرف عند ركراكة بخروج العروسة، حيث يمتطي مقدم زاوية أقرمود فرسا مرتديا جلبابا أبيضا وسلهاما، فينطلق مع وفد من زاوية أقرمود حيث يتواجد ضريح شيخ ركراكة سيدي عبد الله بن أحمد القرمودي، مصاحبا مختلف محطات الدور.
ويعد ضريح سيدي علي بن بو علي بجماعة اكرات أول محطات الدور، حيث يقام موسم تذبح فيه الذبائح في إطار ما يسمى «الصفية» ويتم هذا الإفتتاح بحضور السلطة المحلية مرؤوسة بعامل إقليم الصويرة.
وقد جرت العادة قديما أن ينادي مناد في سوق الثلاثاء الذي يقام بجماعة سيدي علي الكراتي المذكورة: «أن الدور عامر يوم الخميس» ويسمى يوم الصفية الذي لابد فيه من حضور المقدم أو نائب عنه في أول دور. وفي مساء الخميس نفسه، تأتي الطائفة فيبيت أفرادها في المسجد. في حين أن التجار وأصحاب الحرف، قد جهزوا قياطينهم مستعدين لاستهداف رواج اليوم الموالي بسلعهم وخدماتهم، بعضهم آملين رزقا مصحوبا ببركات روحانية.
ويوم الجمعة الذي هو يوم الدور يتوافد الزوار بفرح وزينة، أما أفراد الطائفة الرجراجية ومقدميها فيلتقون بضريح سيدي علي بن بو علي، فيرددون على بابه بعض الأذكار وينادون بأزجال ملحونة موروثة عن أسلافهم.
وتبتدئ مراسيم الزيارة قبل الظهر، فتزور القبائل مصحوبة ببعض المسؤولين المحليين، ثم يزور الرجراجيون عند بعضهم، ويبدؤون بالدعاء للمقدمين، فأعيان الزوايا، فجميع من طلب الدعاء، وفي البدأ والختام يكون الدعاء شاملا لسلطان البلاد.
ويستمر حدث الدور ليومين بجماعة اكرات قبل أن ينتقل يوم الأحد إلى زاوية تالمست، حيث ينظم حفل كبير بالتوازي مع طقوس رجراجة، فيتوافد إليه الكثير من التجار والزوار، فتقام أنشطة ترفيهية تتمثل في التبوريدة، وفن الحلقة، وحفلات غنائية وغيرها.
ويوم الإثنين الذي هو دور سيدي أبي إبراهيم، تخيط خيمة رجراجة سواء أكانت جديدة أو قديمة، وهي خيمة من الصوف ذات لون أحمر، فتؤخذ يوم الثلاثاء من مقرها بزاوية سيدي محمد بن احميدة، وتحمل على ظهر جمل، كما جرت العادة، إلى زاوية سيدي عيسى بوخابية، فتنصب هناك لأول مرة بعد انطلاق الموسم لحوالي أسبوع.
أما لماذا يتم تأجيل بناء الخيمة حتى دور سيدي عيسى بوخابية، فيعود الأمر لاعتقاد الرجراجيين أنه أول دور في الموسم يقام بزاوية رجل من السبعة الذين زاروا النبي {ص} وتحسب لهم الصحبة.
ثم يواصل الدور مسيره حتى يستكمل كل محطاته الأربع والأبعين، مرورا بدور سيدي مكدول بمدينة الصويرة وانتهاء بدور سيدي علي المعاشي بجماعة حد الدرى، فيتفرق الموسم بعد انطلاقه بأربعين يوما، وتعاد الخيمة إلى مقرها بزاوية ابن حميدة.

### عادات وطقوس
ومن أعراف موسم رجراجة أن الزوار يتكرمون على الطائفة الرجراجية بما يسمى «الزيارة» أو «الفتوحات» وتتمثل في بعض النقود، والتي توضع في صندوق يتخذ مكانه تحت العمود الأوسط للخيمة، حيث يجلس مقدمي الزوايا الرجراجية، وكذا يتم تقديم قوالب السكر أو الذبائح.. كل يعبر عن كرمه قدر إمكانه.
كما أن جلالة الملك بدوره يتكرم على الطائفة الرجراجية بأعطية سنوية، يتم استيلامها وتوزيعها بدور سيدي مكدول بالصويرة. ويعتقد الزائرون أن في الزيارة نيل للبركة والأدعية المستجابة وقضاء الحاجات.
ولقد دأب أهالي القبائل على إطعام الرجراجيين حين يحلون ضيوفا بقبائلهم، كشكل من أشكال الإكرام وعربونا على الفرح، فبدور سيدي واسمن يتقدم الناس إلى الضريح حاملين فوق رؤوسهم أواني الطعام، فيما يعرف بالقصعة، وهي قصعات من الكسكس مزينة بـــالبيض المسلوق والجوز وبعض الحلويات، ومقببة بالخضر واللحم.
وينتهي الجمع عادة في كل دور، بالدعاء للزائرين والحضور، ويخصص قسم من الدعاء للسلطان، ثم يتم تقسيم الفتوحات وإسقاط الخيمة في جو احتفالي طقوسي تغمره بعض الروحانيات.
ومن عادة الرجراجيين أنهم أثناء تقسيم الفتوحات المتجمعة خلال أدوارهم، لا يعطون إلا للحاضرين، وليس للغائب شيء، وليس له الحق بالمطالبة، وتوزع هذه الفتوحات في ثلاثة عشر دورا، وهم سيدي علي بن بو علي، ثم سيدي أبو القاسم، بأولاد الحاج، وبزاوية رتنانة، ثم بـــأقرمود، ثم الصويرة ثم سيدي عيسى، ثم مطافي الحوف بين سكياط والنجوم، ثم سيدي محمد بن مرزوق، ثم بمرامر، ثم بسيدي عبد الله مولى الغيران، ثم بسيدي سعيد السابق، ثم بنجله سيدي عبد الله بن سعيد، ثم بسيدي علي المعاشي. وتقسم الفتوحات على أربعة عشر، تأخذ كل زاوية من الزوايا الثلاثة عشر نصيبها، ويأخذ المقدمين القسمة الأخيرة
وكما أن «الزيارة» تشكل جزأ هاما وجوهريا في الدور، فإن «الباروك» لا يقل أهمية وجوهرية، فلا يمكن للزوار أن لا يمروا بما يطلق عليه أسواق الباروك، والتي تنعقد بالتوازي مع كل محطات الدور، حيث يقتني الزوار بعضا من اللوز والجوز والكاكاو فيما يسمى «الفاكية» وبعض الحلويات، وقليل من الحناء، ويعبئ الباعة الباروك لزبنائهم في أكياس ورقية تسمى «الجوى».

### ناحية اقصادية
وبما أن موسم رجراجة لا يخلوا من طابعه السياحي إذ أن الزوار يتوافدون عليه من كل جهات المملكة وحتى من الخارج، فإنه يعود بنتائج إيجابية على المستوى الإقتصادي، لاسيما بالنسبة للتجار وأصحاب الحرف الذين يتخذون من الدور سوقا حيويا لترويج سلعهم وخدماتهم .

### النساء والأطفال
وللنساء والأطفال حضور قوي في موسم رجراجة، إذ يعد الموسم تاريخيا فرصة لنساء المنطقة على وجه الخصوص، للتسوق والتنزه والترويح.
كما أن الأطفال يستقبلون الدور بفرح وشوق، ويعدونه مناسبة للترفيه واللعب، فلقد كان الأطفال قديما ولا يزالون يجدون متعتهم في فن الحلقة، وهو عبارة عن عروض كوميدية وحركات بهلوانية وغيرها.. وتقام اليوم منصات للعب في العديد من الأدوار، وهي عبارة عن مدن ألعاب صغيرة يتعاقب عليها الأطفال، كما أنهم يستطيعون اقتناء الألعاب أو استئجارها في كل مكان في أرجاء الموسم .

### الأصل والتطورات
ويعتقد أن بداية الدور كانت مع سبعة رجال قد زاروا نبي الإسلام {ص} في مكة، فحادثوه وأسلموا بين يديه، ثم عادوا مكلفين بنشر رسالة الدين الجديد بين قبائلهم في المغرب، ولقد كان الدور من جملة ما اتبعوه في منهجيتهم ليحافظوا على تماسكهم، ومن جهة أخرى، ليكون حبل تواصل متين بينهم وبين القبائل التي قبلت دعوتهم، فكانوا يطوفون مرة كل سنة على تلك القبائل ليجددوا عهدهم بهم.
وهكذا فإن أصل الدور في البداية حسب معتقد رجراجة كان دينيا في مجمله، قبل أن يغلب عليه الطابع الإحتفالي، فيصقله التاريخ ليتحول بشكل تلقائي من مجرد ظاهرة دينية روحية إلى مهرجان ثقافي يشتمل على العديد من النشاطات الإقتصادية والإحتفالية إلى جانب غرضه الأصلي. ومع أن موسم رجراجة قد بدت عليه بعض علامات التهجين فلكلوريا، إلا أنه لايزال يحافظ على طابعه الثقافي، ولم يتجرد في معظمه من جوهره الروحي.
وقد شهد موسم رجراجة عبر تاريخه فترات حالت دون تنظيمه، وغالبا ما يتوقف الرجراجيون عن إقامة مواسمهم بسبب التوترات والحروب، ولعل أكثر الفترات التاريخية التي شهدت غيابا لأجواء الدور كانت خلال حكم الموحدين.
و قد توقف الدور كذلك لخمس سنوات خلال السنوات الأولى للحكم العلوي إزاء التوتر الذي شاب العلاقة في بدايتها بين القبائل الرجراجية والسلطان المولى إسماعيل. وقد انقطع الموسم أيضا سنة 1993 م ثم عاد بعدها مباشرة لسابق عهده. كما شهدت السنوات الأخيرة أيضا انقطاع الدور لموسمين بسبب جائحة كورونا واتباعا للتدابير الإحترازية من انتشار الوباء.

## رجراجة وتاريخهم
تصنف قبيلة رجراجة ضمن القبائل المصمودية الأمازيغية التي تعربت فيما بعد، أثناء حملة عبد المومن الموحدي، وتستقر بجنوب نهر تانسيفت بـــالمغرب الأقصى.
وتبدأ قصة رجراجة في التراث المتوارث شفهيا، من حدث زيارة سبعة رجال من المغرب، نبي الإسلام {ص} في مكة، فحادثوه وأسلموا بين يديه ثم عادوا إلى ديارهم حاملين على عواهنهم مهمة نشر الدين الجديد في بلادهم .
ويعتقد أن أسلاف الرجال السبعة كانوا مسيحيين انتقلوا من أوروبا على متن سفينة إلى تانسيفت، وكانوا أربعة رجال؛ امج وعلقمة وأردن وأرتن، ثم تفرقوا في المنطقة وتناسلوا.

### الرجال السبعة
أما هؤلا الرجالات السبعة فهم:
• سيدي واسمن، رئيس مجموعة السبعة رجال ودفين جبل الحديد بـــمنطقةالشياظمة
• سيدي بوبكر اشماس
• سيدي صالح بن بوبكر اشماس
• سيدي عبد الله أدناس
• سيدي عيسى بوخابية
• سيدي سعيد بن يبقى الملقب بالسابق
• سيدي يعلى بن واطل .

### مصطلح ركراكة
ويقول بعض الباحثين أن أصل تسميتهم ركراكة أمازيغي، وهي كلمة مشتقة من «تركات» targat ومعناها بالأمازيغية القديمة المباركة أو أهل البركة.
غير أن المشهور في مؤلفات رجراجة وخطابهم بشكل عام، أن أصل التسمية عائد لنفس حادثة زيارة السبعة رجال إلى مكة، حيث لما قدموا مكة رفعوا أصواتهم بالذكر، فقال نبي الإسلام {ص} لابنته فاطمة: انظري ماهذا، فقالت : إنه صوت جيش قوم يترجرجون، فقال: سميتهم يافاطمة.

### صحبة النبي ووجهات نظر
وبمقتضى هذه الرواية فإن الرجراجيون يؤمنون بصحبة أسلافهم للنبي {ص} ويعتقدون أنهم كانوا سباقين لاعتناق الإسلام وأول من أدخله إلى المغرب، وأن عقبة ابن نافع لما دخل المغرب غازيا ، وجد الطائفة الرجراجية على الإسلام قبلا .
وبالرغم من إنكار الكثير من فقهاء الشريعة والمحدثين والمتكلمين على رجراجة ادعائهم الصحبة دون تبريره بأثر من كتب السير، إلا أن رجراجة يزعمون أن قصة صحبة أسلافهم متواترة وليست بحاجة إلى جذور في كتب السير لإثباتها ، كما أنهم يراهنون على شهرتها بين النخبة والعامة منذ القدم.
وبحكم الغياب الصريح للأدلة الملموسة، وعدم توفر وثائق تاريخية تؤكد مزاعمهم ، فإن رجراجة يعزون ذلك إلى أن أهل المغرب قديما لم يكن لديهم اهتمام بتدوين مجريات التاريخ، وبالتالي فإن الكثير من الأحداث فضلا عن القصة المذكورة قد ضاعت على التاريخ المغربي الموثق .
كما أنهم يستندون إلى مرويات في إطار التماس المشروعية من كتب التراث الإسلامي، من ضمنها ما ورد في صحيح مسلم: «عن نافع بن عتبة قال كنا مع رسول الله صلى الله عليه وسلم في غزوة قال فأتى النبي صلى الله عليه وسلم قوم من قبل المغرب عليهم ثياب الصوف فوافقوه عند أكمة فإنهم لقيام ورسول الله صلى الله عليه وسلم قاعد قال فقالت لي نفسي ائتهم فقم بينهم وبينه لا يغتالونه قال ثم قلت لعله نجي معهم فأتيتهم فقمت بينهم وبينه قال فحفظت منه أربع كلمات أعدهن في يدي قال تغزون جزيرة العرب فيفتحها الله ثم فارس فيفتحها الله ثم تغزون الروم فيفتحها الله ثم تغزون الدجال فيفتحه الله ، قال فقال نافع يا جابر لا نرى الدجال يخرج حتى تفتح الروم».
وقد أثيرت قضية الصحبة لأول مرة في القرن الثامن الهجري على يد شهاب الدين الخفاجي في كتابه نسيم الرياض. مما أثار جدلا عميقا بين رجال الدين بمختلف تخصصاتهم من شريعة وأصولها وحديث وعلومه وتفسير وأذواته.. فكان منهم أن أحدثوا مذاهب في هذه القضية من مؤيد ومعارض ومتوقف .

### رجراجة والسياسة
ولقد كان تاريخ رجراجة غنيا بالأحداث حد الترف ، فمع أنهم يصرحون بشكل مستمر أن جوهر زواياهم صوفي محض ، وأن لا رغبة لهم في دخول المعتركات السياسية، إلا أن التوترات وتعاقب الثورات قد أقحم الطائفة المذكورة كطرف في معظم الأحداث ، وزج بها في غياهب كل عاصفة سياسية مرت بالمنطقة حيث يقطنون إلى جوار قباب أسلافهم .
ويتجلى ذلك في علاقتهم بالدول المتعاقبة على حكم المغرب، وهي علاقة لم تستقر على حال واحد ، فقد كانت متوترة أبعد الحدود إزاء المرابطين والموحدين، بسبب إصرار الرجراجيين على أخذ مسافة واضحة بينهم وبين دعواتهم ومذاهبهم.. حتى وصل الأمر بأن قام الموحدون بإعدامات كثيرة في صفوف الطائفة الرجراجية لإجهاض محاولاتهم للقيام بثورات ضد الحكم الموحدي .
وقد شهدت علاقة رجراجة بالسلطة الحاكمة تغييرا ملموسا نحو الأحسن خلال حكم المرينيين والسعديين، حتى أن أقدم ظهير عند رجراجة يرجع لــ أبي الحسن المريني، ويوجد مع وثائق زاوية سيدي سعيد السابق .
وقد كان الرجراجيون مسؤولون عن الدولة السعدية من أول يوم لها ، فإن عبد الله القائم السعدي وولده أبا العباس الأعرج نزلا ببلادهم بأفوغال وظلا يقاتلان القوات البرتغالية بمن معهما من رجال رجراجة إلى أن قتل الوالد سنة 1517م ليخلفه الولد .
ولقد كانت القبائل المصمودية الرجراجية من أكبر العوائق التي واجهتها القوات البرتغالية في فترة استعمارها للمنطقة ، ولم يفتأ رجراجة يكافحون بعناد حتى أجبر البرتغال على الإنسحاب التام من جزيرة الصويرة.
أما علاقة رجراجة التاريخية بـــالعلويين فقد اتخذت منعطفا فريدا، وأخذت منحى خاصا ، حيث كانت العلاقة في أول الأمر تتسم بعداء صريح .
وفي محاولة منه لكسف بريق رجراجة وتقزيم مكانتهم الإجتماعية ، قد أمر المولى إسماعيل العلوي بإحداث سبعة رجال في مراكش مضاهاة للسبعة رجال الرجراجيين ، وقد وقع اختياره على شخصيات فذة تعتبر منارات المغرب لاسيما في التصوف والعلوم الشرعية، فأقام على رفاثهم القباب ووشحهم بولائه.
وقد كان موقف المولى إسماعيل من الرواية الرجراجية التي تتضمن مزاعم صحبة النبي {ص} مستمدا من فتوى فقيه الجماعة حينها عبد القادر الفاسي ، حيث أفتى هذا الأخير أن لا صحبة لهم ، ولم يدخل المغرب صحابيا.
وبقيت العلاقة متوترة إلى أن شد الرحال إلى مدينة مكناس، الصوفي الرجراجي محمد ابن حميدة ، طالبا ملاقاة المولى إسماعيل ، فكان أن أحيا هذا الرجل المدد الرجراجي وأصبغ العلاقة بالمودة والولاء ، وانفتح السطان على رجراجة انفتاحا كان فيه تقدير كبير ومراعاة مشكورة، وقد قدم محمد بن حميدة على الرجراجيين بظهير جدد في عهد ولده المولى عبد المالك ، وجاء فيه : «قد جددنا على زاوية السادات رجراجة أينما كانوا وأبقيناهم وأبقاهم عليه والدنا رحمة الله عليه من التوقير والإحترام، وقد حملناهم على كامل المبرة، ولاحظناهم بعين الرضا والمودة، فلا سبيل لأحد عليهم بشيء من الأشياء ولا بأمر من الأمور جل أو قل ، ورفعنا عنهم يد كل جائر أو غادر أو ظالم ، وأخرجناهم من زمرة الأعوام فلا يلزمهم ما يلزمهم ، ولا ينوبهم ما ينوبهم لأنهم منا وإلينا ، ومن أهل محبتنا ومودتنا وشيعتنا لدينهم وصلاحهم ، فمن قربهم أو طاف بساحتهم وخرق عليهم عادة، فالله حسيبه وسائله (محو من أجل الطي) عشرين من ذي القعدة عام تسعة وثلاثين ومائة وألف».
ومن حينها إلى يومنا هذا ، قد ازدهرت الروابط بين رجراجة والملوك العلويين، وتدفقت الظهائر الشريفة والعطايا الملكية، وأينعت العلاقة بالولاء والود والهدايا المتبادلة ، ومن أبرز الطقوس التي دأب عليها الرجراجيون كعربون مودة وإكرام، أنهم كانوا يبعثون للسلطان وفدا ومعه كتاب وهدية عبارة عن ناقة بيضاء وكمية من التمر.

## الزوايا الرجراجية
لقد كانت الزاوية قديما أداة تنظيمية للقبيلة ، سواء في غياب للسلطة المركزية أو في حضورها ، إذ أن القبائل تبحث عن ضمانات لاستمرار وجودها ، والحفاظ على هويتها.
وهكذا فإن الزاوية الرجراجية قد كانت في البداية أسلوبا تنظيميا ، ووسيلة للحفاظ على تماسك الطائفة والدفاع عن حوزتها ، ومعقلا تنطلق منه الغارات المسلحة ، وحصنا في وجه الأعداء ، فضلا عن كونها ملتقى للتواصل والتذاكر.. ومن هنا يمكن القول أن الزاوية الرجراجية تعد شكلا من أشكال التنظيم الكنسي للطائفة الرجراجية ونشاطاتها الطقوسية والسياسية.
ولقد كان لمقدم الزاوية عدة أدوار منها السياسي والإجتماعي والإقتصادي ، فقد كان يحكم بين المتنازعين، وتودع لديه الأمانات، وغيرها من مظاهر الزعامة والثقة..
وقد كان لكل زاوية مقدمها ، وهي تفوق الثلاثين، ومعنى هذا أن هناك ثلاثين مقدما بثلاثين رأيا وثلاثين موقفا ومما لا يحصى من الأتباع وتابعي الأتباع، فكان لزاما التفكير في حل يؤسس لجميع هؤلاء المقدمين تحت سلطة واحدة ، وقد كان أول مقدم عام لرجراجة هو الشيخ محمد بن حميدة ، وقد ولاه التقديم المولى إسماعيل وأصدر بذلك ظهيرا شريفا.
ومع أن الرجراجيين خلال بعض فترات تاريخهم قد ارتشفوا قليلا من كأس التشدد الديني، إلا أن التصوف المقترن بمفهوم «الجهاد» لم يعد له مكان في هويتهم، خاصة بعدما قعد المولى إسماعيل قواعد الزوايا وتابعيها، فأصبح الإطار العام في العصر العلوي للزاوية الرجراجية على غرار بقية الزوايا ينحصر في الاجواء الاحتفالية الصوفية التي لا تخرج عن الذكر والتعلم وإطعام الطعام ونحو ذلك.
وتتوزع الزوايا الرجراجية على كل من : اكرات ، تالمست، أقرمود، رتنانة، أيت بوطريطش ، توريرت، أيت بو الاعلام ، أغيسي ، امرامر ، مرزوق ، أمزيلات، سكياط، وأضيفت تكتنت لاحقا بطلب من الهاشم التالمسي وبعض الزوايا المتعاطفة معه ليصبح عدد الزوايا الرجراجية ثلاثة عشر.
وتعرف هذه الزوايا الثلاث عشر بالزوايا الكبار ، وهناك زوايا أخرى تعرف بالزوايا الصغار ، والفرق بين الزوايا الصغار والكبار أن أصحاب الزوايا الكبار هم الرجراجيون الذين تشملهم الظهائر الشريفة التي بين أيديهم ، وهم الذين تقسم عليهم الزيارات والفتوحات، وأما الزوايا الصغار فلا حظ لهم في الفتوحات وإن كانوا من رجراجة ، وإنما تضاف زواياهم لرجراجة ليحترمون بحسب التبع لهم ، وينظر فيها كبراء زاوية رجراجة.
ويشاع أن بعض هذه الزوايا من الأشراف؛ وإنما أضيفت لرجراجة لما كان لهم من النفوذ بهذه الجهة، وبعضها أضيف بظهائر شريفة ليشاركهم في الفتوحات والإحترام ، كأهل زاوية تالمست فإنهم يعرفون كأشراف أدارسة.